# ねずみ騒動
ねずみ騒動（ねずみそうどう）は、1949年（昭和24年）から、愛媛県南部（南予地方）の宇和海の島嶼部および海岸部で起こったネズミの大量発生に伴う農作物や海産物などへの被害とその駆除をめぐる社会的な動きである。1963年（昭和38年）ごろに下火となり始めた。この騒動は報道により全国に知られることとなった。

## 経過

### 端緒と広がり
1949年に戸島のトウモロコシがドブネズミによって全滅したのが始まりで、翌1950年には日振島に、1954年には三浦半島、1960年には北宇和郡津島町（現宇和島市津島町）や南宇和郡まで拡大した。

### 駆除対策
- 1951年：北宇和郡野鼠撲滅委員会設立
- 1955年：宇和島海岸地方鼠族駆除対策委員会設立

駆除
- 薬剤による駆除 黄燐製剤、デスモア、フラトールなど

駆除のために放たれた猫が毒餌による被害に遭うケースが多く見られた。
- 器具による駆除

パチンコ、弓張式竹罠、鼠捕網　
- 天敵による駆除

蛇191匹、イタチ156頭、猫4392匹など
三間小学校では猫の出陣式も行われた。
- その他の駆除

捕鼠奨励制度（ネズミの尾を1本5円で買い上げ）、栗のいが（鼠の穴に詰める）、環境的駆除（清掃など）。
しかし、どの方策も決定的な解決には結びつかなかった。

### 終息
1963年（昭和38年）ごろより、イワシ類の不漁によるイリコ製造の廃業や、若者の村外流出による段々畑の耕作放棄などを経て、ネズミの生息環境が劣化したことから、徐々に被害は減少していった。終息したのは昭和50年頃とも伝えられる。

## 被害
- 当時の重要な農作物であった甘藷、麦をはじめ、トウモロコシ、大豆、小豆など。
- イリコ（いわしの煮干）などの水産加工物。
- 家屋や家具をかじられる。
- 口に乳をつけていた幼児がかじられる人身被害。
- 夜中に天井を走り回ることによる安眠妨害。

## 異常発生の原因
天敵がいない
浦の背後の山は頂上近くまで段々畑として耕作され、山林が少なかったのでイタチやタヌキなどの野生生物の住処が少なく天敵の生息条件が整っていなかった。
餌が豊富であった
宇和海の特産イリコや甘藷、麦などの農作物が豊富にあった。
自然環境が適していた
温暖で、段々畑の石垣や当時の家屋などがネズミの生息に適していた。

## 騒動をモチーフとした作品
- 椋鳩十『ネズミ島物語』（ポプラ社）
- 吉村昭『海の鼠』（新潮社）
- 大群獣ネズラ - 大映が企画したパニック映画。発案のヒントの一つがこの騒動の報道とされる。